# Phleng Chat
Phleng Chat är den thailändska nationalsången. Musiken skrevs av Phra Chen-Duriyang (Peter Feit) (1883-1968) och texten av Luang Saranupraphan. 
En svensk översättning (från engelska):
Thailand tar alla av thailändskt blod i sin famn,

varje tum av Thailand tillhör thailändarna.

Det har länge behållit suveräniteten,

ty thailändarna har alltid stått enade.

Det thailändska folket är fredsälskande,

men ej fega i krig.

De kommer aldrig att låta någon stjäla deras självständighet,

eller lida under tyranni.

Alla thailändare är redo att ge upp varje blodsdroppe,

för nationens trygghet, frihet och utveckling.

Alla som söker thailändskt medborgarskap måste bland annat kunna nationalsången. 
Polisen i gränsområdena i norr kan ibland kontrollera att folket kan nationalsången genom att be dem sjunga den. Detta för att särskilja laoter och shan, som vistas illegalt i landet, från thailändare.
Två gånger om dagen, kl. 08.00 och kl. 18.00, spelas nationalsången i radio och i samtliga TV-kanaler. Även skolbarnen får börja dagen med att sjunga nationalsången.